# Elise von Vieregge
Elise Hedwig Alexandrine von Vieregge (Steinhausen an der Rottum, 21 januari 1866 - Bad Doberan, 12 april 1951) was een dochter van Leopold von Vieregge en Agnes von Gutschmid. Ze is een grootmoeder van Claus von Amsberg en overgrootmoeder van koning Willem-Alexander.
Ze is op 23 juli 1889 in Steinhausen an der Rottum getrouwd met Wilhelm von Amsberg. Uit dit huwelijk ontstonden twee kinderen, onder wie Klaus Felix von Amsberg die trouwde met Gösta von dem Bussche-Haddenhausen en kreeg daarmee Klaus von Amsberg (1926-2002).